# Settequerce
Settequerce (Siebeneich in tedesco) è una frazione del comune italiano di Terlano, a pochi chilometri da Bolzano, in Alto Adige.
La località è situata a 247 m di altezza in una posizione amena, lungo l'Adige, immersa in vigneti e meleti.
Al 25.06.2008 la frazione contava 844 abitanti.

## Toponimo
Il toponimo è attestato nel 1182-1187, nel Liber traditionum del convento di Wessobrunn, come Sibenaiche, nel 1288, nell'urbario territoriale del conte Mainardo II di Tirolo-Gorizia, come ze Sibenayche, e nel 1470 come Siebenaich e significa "presso le sette querce"; Eiche infatti in tedesco significa "quercia" e sieben "sette".

## Geografia fisica
Il territorio da sempre è considerata zona archeologica di spicco, di cui sono testimoni un alto numero di rinvenimenti dalla preistoria fino al medioevo e la denominazione Heiliger Winkel ("angolo sacro") in uso per la zona fra S. Maurizio (Moritzing) e Settequerce.

## Monumenti e luoghi d'interesse

### Architetture religiose
- Chiesa del Santissimo Cuore di Gesù, chiesa parrocchiale.
- Chiesa di Sant'Antonio da Padova, incorporata all'Ordine Teutonico.

Un po' sopra il paese (sulla destra venendo da Bolzano), un luogo con presunte apparizioni della Madonna il 27 settembre 1992.

### Architetture militari
- Castel Greifenstein, alto sopra il paese, anche conosciuto come castel del Porco.

### Architetture civili
Notevole è anche il palazzo nobiliare Großkarnell poco sopra l'abitato.

## Infrastrutture e trasporti
A pochi minuti da Settequerce si trovano la città di Bolzano, il Burgraviato e Merano, facilmente raggiungibili con la ferrovia o in automobile. Settequerce si trova lungo la linea della ferrovia Bolzano-Merano e sulla vecchia statale per Merano. La stazione ferroviaria è stata sottoposta ad un intervento di restauro nell'autunno-inverno 2008/2009 per renderla agibile ai disabili e più moderna.